# Franck Evina
Franck Junior Evina (Yaoundé, 2000. július 5. –) kameruni születésű német utánpótlás-válogatott labdarúgó, aki jelenleg a Holstein Kiel csapatában szerepel kölcsönben a Bayern Münchentől.

## Pályafutása
Az SV Neuperlach csapatában nevelkedett, majd 2013-ban került a Bayern München akadémiájára. 2017. augusztus 4-én mutatkozott be a Bayern München II csapatában az 1. FC Schweinfurt ellen 2–1-re megnyert negyedosztályú bajnoki mérkőzésen, a 79. percben váltotta őt sérülés miatt Mario Crnicki. 2018. április 28-án az élvonalban az első csapatban is bemutatkozhatott az Eintracht Frankfurt ellen kezdőként és a 66. percben váltotta őt Niklas Süle. 2019. január 3-án a Bayern München a hivatalos honlapján jelentette be, hogy 2020 nyaráig kölcsönbe a Holstein Kiel csapatában szerepel.

## Válogatott
2017. november 12-én mutatkozott be a német U18-as válogatottban az olaszok elleni felkészülési mérkőzésen, a második félidőre Eric Hottmann cseréjeként lépett pályára.

## Statisztika
2018. május 5-i állapot szerint.
| Klub              | Szezon   | Bajnokság | Bajnokság | Kupa  | Kupa | Nemzetközi | Nemzetközi | Összesen | Összesen |
| Klub              | Szezon   | Mérk.     | Gól       | Mérk. | Gól  | Mérk.      | Gól        | Mérk.    | Gól      |
| ----------------- | -------- | --------- | --------- | ----- | ---- | ---------- | ---------- | -------- | -------- |
| Bayern München II | 2017–18  | 16        | 2         | -     | -    | -          | -          | 16       | 2        |
| Bayern München II | Összesen | 16        | 2         | 0     | 0    | 0          | 0          | 16       | 2        |
| Bayern München    | 2017–18  | 2         | 0         | 0     | 0    | 0          | 0          | 2        | 0        |
| Bayern München    | Összesen | 2         | 0         | 0     | 0    | 0          | 0          | 2        | 0        |
| Összesen          | Összesen | 18        | 2         | 0     | 0    | 0          | 0          | 18       | 2        |